# 52 Tuesdays
52 Tuesdays ist ein australischer Coming of Age Drama-Spielfilm der Regisseurin Sophie Hyde. Er wurde an 52 Dienstagen gedreht und setzt sowohl dokumentarische Stilmittel als auch das Mittel der Selbstverfilmung ein.
Der Film wurde am 15. Oktober 2013 in Australien beim Adelaide Film Festival uraufgeführt und dann am 18. Januar 2014 in den USA beim Sundance Film Festival und bei der Berlinale 2014 gezeigt.

## Handlung
Die 16-jährige Billie, die ein vertrauensvolles Verhältnis zu ihrer Mutter Jane hat, wird von dieser mit der Mitteilung überrascht, dass sie eine geschlechtsangleichende Maßnahme vornehmen lassen und den Namen James annehmen möchte. Wegen der damit verbundenen Belastungen soll Billie ein Jahr lang bei ihrem Vater Tom wohnen; nur jeweils an einem Dienstag Nachmittag, wollen sie sich sehen.
Die 52 Dienstag-Episoden zeigen den Fortschritt der Geschlechtsangleichung, die damit verbundenen Schwierigkeiten (Testosteron-Unverträglichkeit), das emotionale Erkalten der Mutter-Tochter-Beziehung und Billies Schritte zur sexuellen Selbstfindung.

## Auszeichnungen
Der Film gewann unter anderem 2014 den Australian Screen Editors Award für den besten Schnitt eines Spielfilms, den Australian Writers’ Guild Award für das beste Drehbuch, als bester Spielfilm den Publikumspreis beim Melbourne Queer Film Festival und beim Sundance Film Festival den Preis für die beste Regie in der Kategorie „World Cinema – Dramatic“. Bei der Berlinale 2014 erhielt er den „Gläsernen Bären“ als bester Spielfilm in der Kategorie Generation 14plus sowie den Eule-Preis der Leserinnen und Leser der „Siegessäule“.